# 多芬岛 (阿拉巴马州)
多芬岛（英文：Dauphin Island），是美国阿拉巴马州下属的一座城市。面积约为6.35平方英里（约合16.44平方公里）。根据2010年美国人口普查，该市有人口1,238人，人口密度为195.02/平方英里（约合75.3/平方公里）。
该岛以法王路易十四的王太子（法语：Dauphin），即将来的路易十五为名。